# Улица Александра Карпинского (Чернигов)
Улица Александра Карпинского (до 2023 года — Тульская улица) (укр. Вулиця Олександра Карпинського) — улица в Новозаводском районе города Чернигова, исторически сложившаяся местность (район) Новая Подусовка. Пролегает от улицы Стратилата до улицы Максима Белоконя (Брестская).
Примыкают улицы Андрусенко.

## История
Тульская улица — в честь в города Тула — была проложена и застраивалась в 1980-е годы, вместе в другими улицами 2-й очереди застройки Новой Подусовки (Новоподусовского жилого массива).
С целью проведения политики очищения городского пространства от топонимов, которые возвеличивают, увековечивают, пропагандируют или символизируют Российскую Федерацию и Республику Беларусь, 21 февраля 2023 года улица получила современное название — в честь одного из основателей Черниговской общественной библиотеки, главы Черниговского городского банка, главы Черниговской губернской земской управы Александра Павловича Карпинского, согласно Решению Черниговского городского совета № 29/VIII-7 «Про переименование улиц в городе Чернигове» («Про перейменування вулиць у місті Чернігові»).

## Застройка
Улица пролегает в западном направлении, параллельно улицам Евгения Лоскота (Костромской) и Небесной Сотни (Орловской). Парная и непарная стороны улицы заняты усадебной застройкой.  
Учреждения: нет